# Films américains sortis en 1900
Listes de films américains
- 1896
- 1897
- 1898
- 1899
- 1900
- 1901
- 1902
- 1903
- 1904

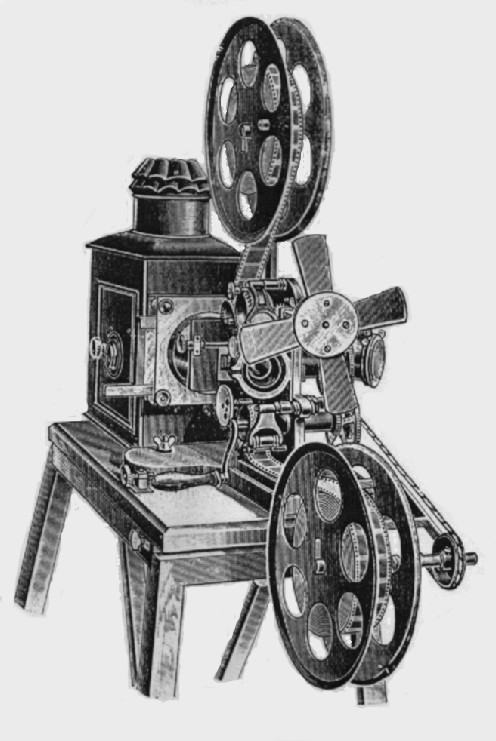
Bioscope (1900)

Cette liste des films américains de 1900 est triable par titre, directeur, acteurs et genre.
| Titre                                                   | Directeur             | Acteurs     | Genre | Notes |
| ------------------------------------------------------- | --------------------- | ----------- | ----- | ----- |
| The Clown and the Alchemist                             |                       |             |       | -     |
| Clowns Spinning Hats                                    |                       |             |       |       |
| Capture of Boer Battery by British                      |                       |             |       |       |
| The Enchanted Drawing                                   | James Stuart Blackton |             |       |       |
| Feeding Sea Lions                                       |                       | Paul Boyton |       |       |
| New Life Rescue                                         |                       |             |       |       |
| New Morning Bath                                        |                       |             |       |       |
| Searching Ruins on Broadway, Galveston, for Dead Bodies |                       |             |       |       |
| Sherlock Holmes Baffled                                 |                       |             |       |       |
| The Unexpected Bath                                     |                       |             |       |       |
| Two Old Sparks                                          |                       |             |       |       |
| The Wonder, Ching Ling Foo                              |                       |             |       |       |
| Watermelon Contest                                      |                       |             |       |       |
| X Rays                                                  |                       |             |       |       |